# Daniel J. Boorstin

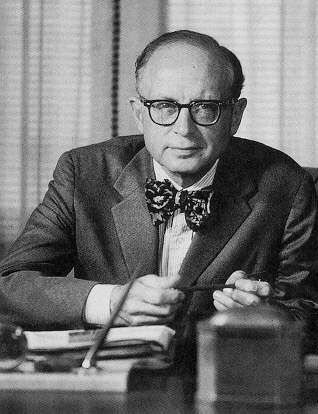
Daniel J. Boorstin

Daniel Joseph Boorstin (Atlanta, 1 oktober 1914 - Washington D.C., 28 februari 2004) was een Amerikaans geschiedkundige, hoogleraar en schrijver. Van 1975 tot 1987 was hij directeur van het Library of Congress.

## Leven
Boorstin schreef meer dan twintig boeken, waaronder een trilogie over de Amerikaanse geschiedenis. Voor het derde boek in deze reeks, The Americans: The Democratic Experience, ontving hij in 1974 een Pulitzer-prijs. Als schrijver was Boorstin niet beducht voor grote onderwerpen. Hij werd bekend als auteur van het drieluik The Discoverers, The Creators en The Seekers. In deze reeks verkent Boorstin de wetenschappelijke, filosofische en artistieke geschiedenis van het menselijke vernuft.
In 1975 werd Boorstin door president Gerald Ford voorgedragen voor de post van Librarian of Congress en benoemd.

## Nederlandse vertalingen
- De ontdekkers. De zoektocht van de mens naar zichzelf en de wereld (En. The Discoverers, 1983). Amsterdam/Brussel: Elsevier, 1987
- De scheppende mens. Artistieke doorbraken in de wereldgeschiedenis (En. The Creators, 1992). Amsterdam: Agon, 1993
- De zoekende mens. Grote denkers uit de westerse geschiedenis (En. The Seekers, 1998). Amsterdam: Arbeiderspers, 2001